# 머더리스 브루클린
《머더리스 브루클린》(영어: Motherless Brooklyn)은 2019년 개봉한 미국의 신누아르 범죄 영화이다. 에드워드 노턴이 감독과 각본을 맡았으며, 조너선 리섬의 동명 소설이 영화의 원작이다. 2019 텔류라이드 영화제에서 전 세계 최초로 상영되었다.

## 출연

### 조연
- 조쉬 파이스